# Marcin Gruszczyński (ekonomista)
Marcin Paweł Gruszczyński – polski ekonomista, doktor habilitowany nauk ekonomicznych, adiunkt na Uniwersytecie Warszawskim, specjalista od finansów przedsiębiorstw, kryzysu walutowego oraz rynku finansowego.

## Kariera naukowa
W 1996 roku  na Uniwersytecie Warszawskim uzyskał tytuł magistra ekonomii. W 2001 roku na Wydziale Nauk Ekonomicznych tej samej uczelni uzyskał stopień doktora nauk ekonomicznych na podstawie rozprawy pt. Kryzysy walutowe w kontekście liberalizacji obrotów kapitałowych, której promotorem był Włodzimierz Siwiński. W tym samym roku został zatrudniony na tejże uczelni, a w 2015 roku uzyskał na jej Wydziale Nauk Ekonomicznych stopień doktora habilitowanego nauk ekonomicznych na podstawie pracy pt. Kryzysy walutowe, bankowe i zadłużeniowe w gospodarce światowej.